# ラブ郡 (オクラホマ州)
ラブ郡 (英: Love County) はアメリカ合衆国オクラホマ州に位置する郡である。2000年現在、人口は8,831人である。郡庁所在地はマリエッタである。

## 地理
アメリカ合衆国統計局によると、この郡は総面積1,378 km2 (532 mi2) である。このうち1,335 km2 (515 mi2) が陸地で43 km2 (17 mi2) が水地域である。総面積の3.11%が水地域となっている。

### 隣接する郡
- カーター郡 (北)
- マーシャル郡 (東)
- テキサス州クック郡 (南)
- テキサス州モンタギュー郡 (南西)
- ジェファーソン郡 (北西)

## 人口動勢

2000年国勢調査に基づくラブ郡の人口ピラミッド

2000年現在の国勢調査で、この郡は人口8,831人、3,442世帯、及び2,557家族が暮らしている。人口密度は7/km2 (17/mi2) である。3/km2 (8/mi2) の平均的な密度に4,066軒の住宅が建っている。この郡の人種的な構成は白人84.15%、アフリカン・アメリカン2.19%、先住民6.41%、アジア0.26%、太平洋諸島系0.01%、その他の人種3.58%、及び混血3.41%である。ここの人口の7.01%はヒスパニックまたはラテン系である。
この郡内の住民は25.70%が18歳未満の未成年、18歳以上24歳以下が7.00%、25歳以上44歳以下が25.40%、45歳以上64歳以下が25.70%、及び65歳以上が16.20%にわたっている。中央値年齢は39歳である。女性100人ごとに対して男性は98.20人である。18歳以上の女性100人ごとに対して男性は94.90人である。
この郡内の世帯ごとの平均的な収入は32,558米ドルであり、家族ごとの平均的な収入は38,212米ドルである。男性は30,024米ドルに対して女性は20,578米ドルの平均的な収入がある。この郡の一人当たりの収入 (per capita income) は16,648米ドルである。人口の11.80%及び家族の8.80%は貧困線以下である。全人口のうち18歳未満の14.40%及び65歳以上の13.80%は貧困線以下の生活を送っている。

## 都市及び町
- レオン
- マリエッタ
- サッカービル